# Перелешин, Михаил Александрович
Михаил Александрович Перелешин (2 сентября 1818 — 13 ноября 1857, Париж) — русский морской офицер, капитан 1-го ранга (1855), герой Синопского сражения и обороны Севастополя.

## Биография
Родился 2 сентября 1818 года. Происходил из дворян Костромской губернии Перелешиных.
С 1831 года воспитывался в Морском кадетском корпусе, из которого был выпущен гардемарином 3 апреля 1835 года. С производством в мичманы, 23 декабря 1836 года, был назначен на Черноморский флот. Совершил много кампаний на разных судах: в 1837 году — к Абхазским берегам, в 1838-1839 годах на корвете «Орест» — в Константинополь, а оттуда в Архипелаг и Средиземное море. В 1840—1844 годах снова был у Абхазских берегов (причём, принимал участие в высадках десантов на берег и перестрелках с горцами). В 1846—1849 годах и 1850—1852 годах крейсировал в Чёрном море. Отличался прекрасным знанием своего дела, находчивостью и решительностью в критические минуты грозящей опасности. 2 октября 1852 года получил чин капитан-лейтенанта.
Состоя на корабле «Великий князь Константин», Перелешин принял участие в Синопском сражении. За отличие в этом сражении он был награждён орденом Святого Владимира 4-й степени с бантом. Произведённый 7 января 1854 года в капитаны 2-го ранга, Перелешин был назначен командиром фрегата "Мидия" и начальником 45-го флотского экипажа. С 13 сентября 1854 года по 28 августа 1855 года он состоял в Севастопольском гарнизоне.
С самого начала обороны Севастополя Перелешин поступил на Малахов курган под начальство контр-адмирала В. И. Истомина. Исполнял должность начальника артиллерии 4-й дистанции оборонительной линии, которую в первое время защищал с четырьмя командами матросов 45-го флотского экипажа при четырёх орудиях. После смерти Истомина Перелешин оставался начальником артиллерии при Н. Ф. Юрковском и Ф. С. Керне. За храбрость и распорядительность при отражении штурма Севастополя 6 июня 1855 года он был награждён орденом Святого Владимира 3-й степени. После смерти адмирала П. С. Нахимова, когда его должность занял вице-адмирал А. И. Панфилов, Перелешин поступил на место последнего начальником артиллерии 3-го отделения. На другой же день после вступления Перелешина на должность английские войска ночью решили пробраться к русским траншеям 3-го бастиона, чтобы разбить мерлоны и засыпать траншеи. Однако, защитники бастиона под командованием Перелешина встретили эту попытку неприятеля целым градом картечи, удерживая противника с 5 по 27 августа 1855 года, до последнего грозного бомбардирования, решившего судьбу Севастополя. 27 августа 1855 года в момент штурма пуля раздробила кисть Перелешина и он был вынужден оставить поле битвы. За отличие при Севастопольской обороне он был награждён сначала орденом Святого Георгия 4-й степени (6 декабря 1854 года, № 9533 по списку Григоровича — Степанова), а затем его пожаловали орденом Святого Георгия 3-й степени (16 ноября 1855 года, № 497 по кавалерским спискам)
В воздаяние подвигов отличной храбрости, необыкновеннаго хладнокровия и деятельной распорядительности, оказанных 27 августа, во время последняго штурма Севастопольских укреплений, когда неприятель ворвался на 3-й бастион, одушевив людей примером собственнаго мужества, бросился в штыки и, хотя при этом был тяжело ранен, не оставил своего места, доколе неприятель не был прогнан с огромным уроном.
Произведённый, за отличие по службе, 11 мая 1855 года в капитаны 1-го ранга, Перелешин в 1856 году был назначен командиром сперва корвета «Гридень», а затем — «Боярин». Умер 13 ноября 1857 года в Париже (согласно сведениям музея обороны Севастополя). Похоронен «при Воскресенской, что на Кореге церкви» в Буйском уезде Костромской губернии.
Брат Михаила Александровича, Павел Александрович, также с отличием участвовал в Севастопольской обороне и впоследствии был полным адмиралом и членом Адмиралтейств-совета.

## Награды
- Орден Святой Анны 3-й степени (05.12.1850)
- Орден Святого Владимира 4-й степени с бантом за отличие в Синопском сражении (20.01.1854)
- Орден Святого Георгия 4-й степени за отличие при обороне Севастополя (06.12.1854)
- Орден Святого Владимира 3-й степени (1855)
- Орден Святого Георгия 3-й степени (16.11.1855)